# Конкуренты (роман)
«Конкуре́нты» (2008) — роман российского писателя-фантаста Сергея Лукьяненко в жанре космической оперы.

## Сюжет
Московский журналист по имени Валентин читает на столбе объявление о наборе пилотов космических кораблей. Посчитав, что речь идёт о компьютерных играх, Валентин приходит по указанному адресу, где симпатичная девушка по имени Инна всерьёз пытается убедить его, что всё по-настоящему. С Валентина будет снята копия (и тела, и сознания). «Второй» Валентин отправится на отдалённую космическую станцию, где получит собственный корабль и будет сражаться с инопланетянами и осваивать новые планеты. После окончания контракта Валентину обещают слияние сознаний с полным сохранением воспоминаний.
Звучит совершенно дико, но завлекательно. Считая, что он, собственно, ничем не рискует, герой даёт своё согласие. Тогда, проведя Валентина через несколько помещений стандартного московского офиса, Инна выпускает его на улицу, заявив что его «альтер эго» уже там.
Валентин, посчитав, что его попросту разыграли, начинает журналистское расследование и вскоре обнаруживает сайт ролевой онлайн-игры, соответствующий описанию. Валентин, журналист, «акула пера, но маленькая», регистрируется на нём под ником «Катран», не подозревая, что его «альтер эго», активно воюющий в космосе, получил там точно такое же прозвище.
Вскоре Валентин обнаруживает, что его персонаж живёт в игре собственной жизнью. А потом постепенно начинает понимать, что это не игра…
Действие книги происходит одновременно во вселенной MMORPG «Starquake» и в современной Москве.

## Награды и премии
- РосКон, 2009 — Мультимедийный проект[1]
- Бронзовый РосКон, 2009 — Роман[2]
- «Итоги года» от журнала «Мир фантастики» в 2008 году: Книги — Лучшая отечественная новеллизация[1]